# Edgar Syers
Edgar Morris Wood Syers (ur. 18 marca 1863 w Brighton, zm. 16 lutego 1946 w Maidenhead) – brytyjski łyżwiarz figurowy startujący w konkurencji solistów, a następnie w parach sportowych z żoną Madge Syers. Brązowy medalista igrzysk olimpijskich z Londynu (1908) w parach sportowych, brązowy medalista mistrzostw świata (1899) w konkurencji solistów.
Edgar Syers był jednym z pionierów łyżwiarstwa figurowego i jednocześnie oficjelem Krajowego Związku Łyżwiarskiego w Wielkiej Brytanii. Miał wpływ na wprowadzenie bardziej płynnego stylu jazdy do swojego kraju, w przeciwieństwie do wcześniej prezentowanego, bardziej sztywnego, „angielskiego stylu” jazdy na łyżwach.
Jako mąż, trener i partner w łyżwiarstwie pomagał Madge Syers (która była młodsza od niego o 18 lat) w zdobyciu mistrzostwa Wielkiej Brytanii 1903 w jeździe indywidualnej (dla obu płci), gdzie sam Edgar zajął drugie miejsce. Duet połączył się, by wygrać nieoficjalne mistrzostwa w parach sportowych w 1902 i 1904 roku. Na letnich igrzyskach olimpijskich 1908 Madge indywidualnie zdobyła złoto olimpijskie, zaś w parach małżeństwo Syers wywalczyła brązowy medal. W momencie zdobycia medalu olimpijskiego Edgar miał 45 lat i był najstarszym łyżwiarzem figurowym, który zdobył medal olimpijski. Jego żona Madge zmarła mając jedynie 35 lat, zaś Edgar Syers ponownie ożenił się, tym razem z kobietą 30 lat młodszą od niego.

## Osiągnięcia

### Pary sportowe
Z Madge Syers
| Igrzyska olimpijskie | 3 |

### Soliści
| Mistrzostwa świata | 3 |